# Cajobi
Cajobi este un oraș în São Paulo (SP), Brazilia.